# Лев (хоккейный клуб, Попрад)
Хоккейный клуб «Лев» Попрад (словац. Lev Poprad) — хоккейный клуб из Попрада, Словакия. Был основан в 2010 году. В сезоне 2011/12 выступал в КХЛ, а его молодёжная команда «Татранские Волки» — в МХЛ. Играл на «Татравагонке Арене». По окончании сезона было объявлено о переезде клуба в чешскую Прагу. При этом пражский клуб не является официальным правопреемником «Лева» из Попрада.

## История

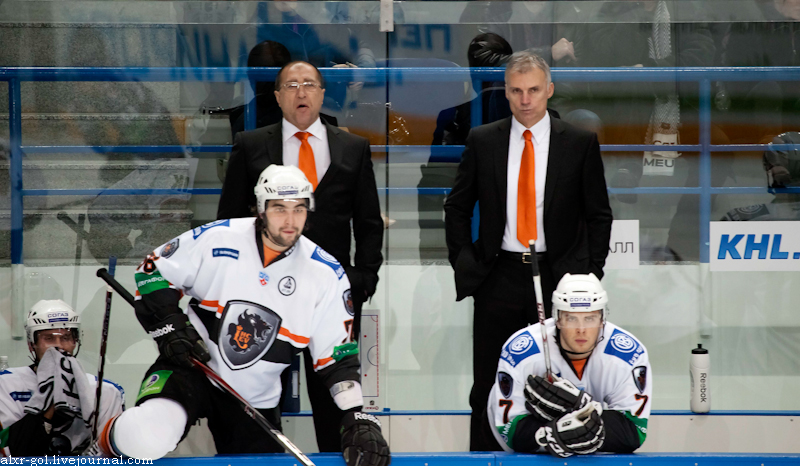
«Лев» в гостевом матче против хабаровского «Амура»

Авторами проекта команды «Лев» являются два предпринимателя из Карловых Вар Роман Славчев и Сергей Зайцев. Поначалу они собирались создать клуб КХЛ в чешском городе Градец-Кралове, но этому проекту воспротивилась Федерация хоккея Чехии. 28 июля 2010 года было объявлено о том, что клуб не сможет принять участие в чемпионате 2010/11.
13 октября Словацкая федерация хоккея с шайбой приняла «Лев» в качестве члена. Это значило, что «Лев» получил возможность играть в сезоне 2011/12 в Континентальной хоккейной лиге. Президент Континентальной хоккейной лиги Александр Медведев в феврале 2011 года подтвердил, что «Лев» подал заявку в КХЛ на сезон 2011/12. 2 марта 2011 года в дочернюю к КХЛ МХЛ была принята молодёжная команда клуба — «Татранские Волки». В апреле 2011 года Александр Медведев заявил журналистам, что ХК «Лев» с вероятностью в 100 % примет в сезоне 2011/12 участие в КХЛ.
9 мая 2011 года в Братиславе состоялся специальный брифинг, на котором президент КХЛ Александр Медведев официально объявил о вступлении в лигу ХК «Лев», начиная с сезона 2011/12. Президент ИИХФ Рене Фазель также подтвердил, что международная федерация не возражает против вступления в лигу ХК «Лев», так как на то дала согласие федерация хоккея Словакия. Домашним стадионом стала «Татравагонка Арена», взятая в символическую аренду у города за 1 евро на неограниченный срок; также этот стадион будет продолжать использовать ХК «Попрад», выступающий в Словацкой экстралиге.
26 сентября 2011 года «Лев» одержал свою первую победу в КХЛ, выиграв в гостях у рижского «Динамо» со счётом 0:2.
29 марта 2012 года Чешская хоккейная ассоциация одобрила переезд клуба в Прагу.

## Выступление в КХЛ
- Сезон 2011/2012 — 21 место в регулярном чемпионате (непопадание в плей-офф) КХЛ в сезоне 2011/2012

## Клубные рекорды
```
Показатель                       Значение        Игрок          Сезон
Кол-во шайб за сезон               17         Томаш Нетик      2011/2012
Кол-во передач за сезон            16         Карел Пиларж     2011/2012
Кол-во очков за сезон              28         Любош Бартечко   2011/2012
Кол-во штрафных минут за сезон     117        Бранислав Мезеи  2011/2012
Игр на 0 за сезон                  5          Ян Лацо          2011/2012
Показатель +/- за сезон            9          Джонатан Сигалет 2011/2012
                                   9          Томаш Нетик      2011/2012
Коэффициент надежности за сезон    2.57       Ян Лацо          2011/2012
Кол-во матчей                      54         Эмиль Лундберг   2011/2012

```

## Участники Матча Звезд КХЛ
| Игрок        | Год   |
| ------------ | ----- |
| Карел Пиларж | 2012. |